# Per aspera ad astra

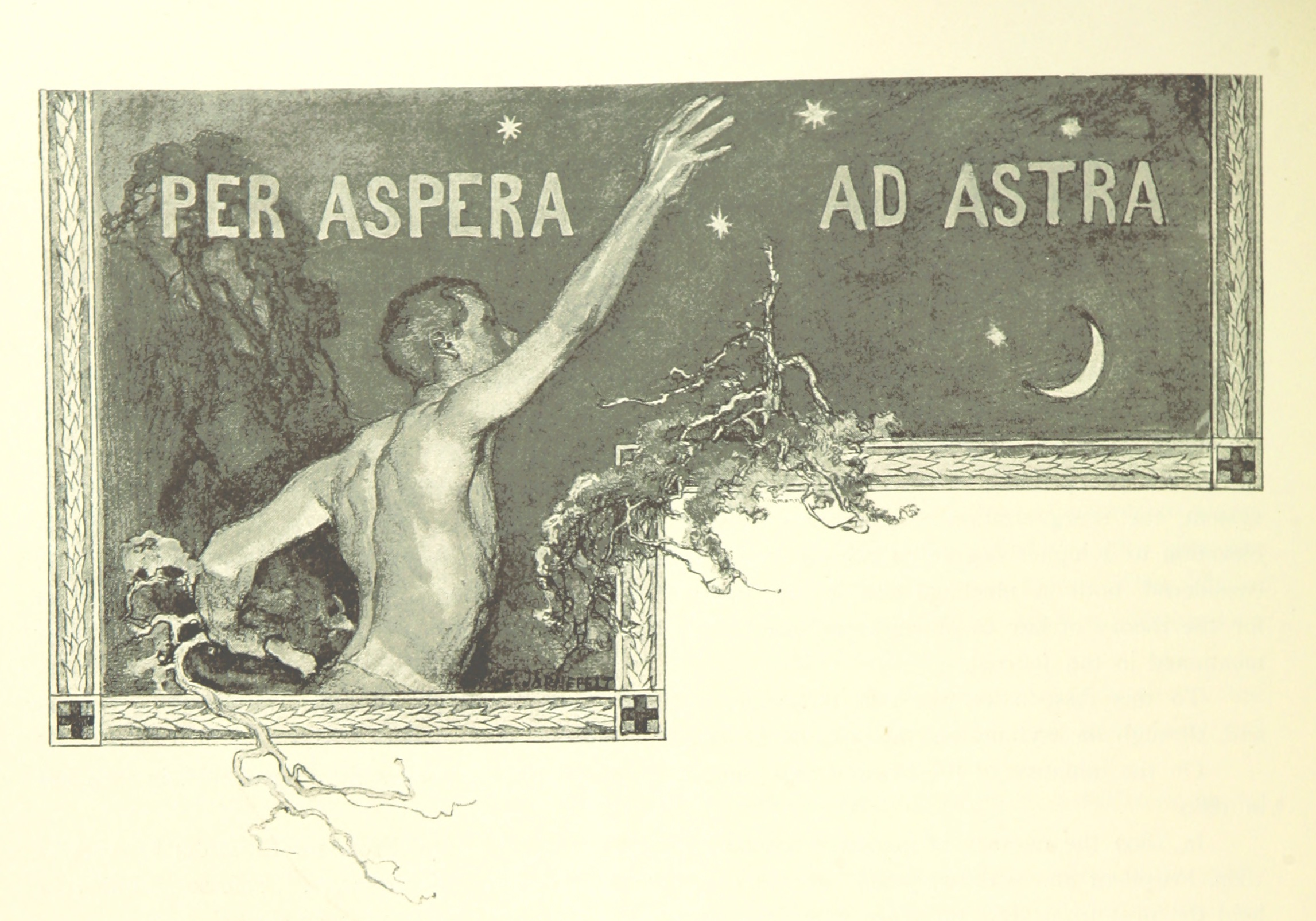
Per aspera ad astra, 1894

Per aspera ad astra sau Ad astra per aspera este o expresie în latină care apare în versul 437 al tragediei „Hercule furios” de Seneca, și care poate fi literalmente tradusă ca „pe căi anevoioase (se ajunge) la stele” sau „pe căi aspre către stele”.
Cu alte cuvinte: calea spre reușită este presărată cu greutăți și numai prin strădanii anevoioase (per aspera) se poate ajunge la izbândă, la lumină (ad astra).

## Legături externe
- „Per aspera ad astra” la citate celebre cogito.ro, accesat pe 9 mai 2015